# 桜庭 (弘前市)
桜庭（さくらば）は、青森県弘前市の大字で、旧中津軽郡東目屋村の大字。郵便番号は036-1441。

## 地理
岩木川沿い北側に位置し、北から東にかけて黒土、南は平山、西は中野に接する。

### 小字
- 狼ノ平（おいのひら）
- 久保（くぼ）
- 清水流（しみずながれ）
- 外山（そとやま）
- 鳴瀬（なるせ）
- 西田（にした）
- 福田（ふくだ）

## 歴史

### 坂上田村麻呂との関係
- 大同2年 – 坂上田村麻呂によって、当地に観音堂が建てられる。現在の桜庭字外山の多賀神社を指す。
- 明治3年 – 観音堂は、多賀神社となる。

### 沿革
- 1889年（明治22年） – 東目屋村の大字。
- 1891年（明治24年） – 当時の記録では人口362、戸数50、厩35、学校1であった。
- 1955年（昭和30年） – 弘前市に編入、弘前市の大字になる。

## 世帯数と人口
2017年（平成29年）6月1日現在の世帯数と人口は以下の通りである。
| 大字             | 世帯数  | 人口  |
| ---------------- | ------- | ----- |
| 桜庭（小字全域） | 102世帯 | 250人 |

## 施設

### 教育
- 弘前市立東目屋小学校
- 弘前市立東目屋中学校

### 医療
- すごうクリニック

### 商業
- サークルK東目屋店

### 農協
- 奥富士アップルセンター

### 通信
- NTT国吉電話交換局

### 公共
- 弘前市東目屋児童館

## 小・中学校の学区
市立小・中学校に通う場合、学区は以下の通りとなる。
| 大字 | 番地 | 小学校               | 中学校               |
| ---- | ---- | -------------------- | -------------------- |
| 桜庭 | 全域 | 弘前市立東目屋小学校 | 弘前市立東目屋中学校 |

## 交通
- 弘南バス

東目屋中学校前、桜庭（弘前 — 田代・川原平・大秋線）停留所。